# Eisen(III)-formiat
Eisen(III)-formiat ist eine chemische Verbindung aus der Gruppe der Formiate.

## Gewinnung und Darstellung
Eisen(III)-formiat kann aus frisch gefälltem Eisen(III)-hydroxid (aus Eisen(III)-nitrat und Ammoniumhydroxid) durch Auflösen in Ameisensäure und anschließende Kristallisation durch Verdampfen im Vakuum bei 35 °C gewonnen werden.

## Eigenschaften
Eisen(III)-formiat ist ein rot-gelber Feststoff, der löslich in Wasser ist. Mit Wasser hydrolysiert es zu Eisen(III)-hydroxid und Ameisensäure. Das Dihydrat spaltet bei etwa 100 °C sein Kristallwasser ab. Bei Temperaturen über 280 °C zersetzt sich die Verbindung unter Bildung von Eisen(III)-oxid, Kohlenmonoxid und Kohlendioxid.

## Verwendung
Aufgrund seiner Hydrolyse in Wasser mischt man Eisen(III)-formiat zur Einstellung der Acidität dem Grünfutter in Silos zu.